# 1366
1366 (MCCCLXVI) a fost un an obișnuit al calendarului iulian, care a început într-o zi de sâmbătă.

## Evenimente
- Încercarea maghiarilor de a înlocui voievodatul Transilvaniei cu principat, eșuează datorită rezistenței românilor.
- Prima atestare documentară a satului Tilișca (jud. Sibiu).
- Vladislav I (Vlaicu Vodă) voievodul Țării Românești primește de la regele Ungariei, Ludovic I cel Mare, ținuturile Amlaș, Făgăraș și Severin.

## Nașteri
- 11 mai: Ana de Bohemia, prima soție a regelui Richard al II-lea al Angliei (d. 1394)

## Decese
- 25 ianuarie: Heinrich Suso călugăr dominican și mistic (n. 1295)
- dată necunoscută: Jaunutis politician lituanian (n. 1300)
- dată necunoscută: Acolnahuacatl (dezambiguizare) pagină de dezambiguizare Wikimedia (n. ?)